# Anii 370
Secole: Secolul al III-lea - Secolul al IV-lea - Secolul al V-lea
Decenii: Anii 320 Anii 330 Anii 340 Anii 350 Anii 360 - Anii 370 - Anii 380 Anii 390 Anii 400 Anii 410 Anii 420
Ani: 370 | 371 | 372 | 373 | 374 | 375 | 376 | 377 | 378 | 379